# Columbo: Mord mit der linken Hand
Mord mit der linken Hand (Originaltitel: Death Lends a Hand) ist eine erstmals im Rahmen der NBC-Mystery-Movie-Serie gesendete Episode der Kriminalfilm-Reihe Columbo aus dem Jahr 1971. Die deutschsprachige Erstausstrahlung der zweiten Folge der ersten Staffel folgte 1975 im Deutschen Fernsehen. Der US-amerikanische Schauspieler Robert Culp verkörpert als elitärer Privatdetektiv Carl Brimmer den Gegenspieler von Inspektor Columbo, dargestellt von Peter Falk.
Das Autorenduo Richard Levinson und William Link wurde für die herausragende schriftstellerische Leistung des Drehbuchs dieser Episode mit dem Emmy Award ausgezeichnet.

## Handlung
Der ehemalige Polizeibeamte Carl Brimmer hat die hochmoderne Privatdetektei Brimmer Associates mit zahlreichen in seinen Diensten stehenden Privatermittlern aufgebaut. Die technischen Möglichkeiten seines Unternehmens sind den staatlichen Ermittlungsbehörden weit voraus. Um Informationen zu generieren, greift Brimmer auch auf erpresserische Methoden zurück. So versucht Brimmer die Gunst der Stunde zu nutzen, als der einflussreiche Zeitungsverleger Arthur Kennicut Brimmers elitäre Detektei beauftragt, einer möglichen Affäre seiner deutlich jüngeren Ehefrau Lenore nachzuspüren. Brimmers Abschlussbericht kommt zu dem für Kennicut überraschenden Ergebnis, dass sie kein außereheliches Verhältnis führt. In Wirklichkeit hat Brimmer jedoch herausgefunden, dass Lenore Kennicut eine Beziehung zu ihrem Golflehrer hatte. Brimmer versucht stattdessen Lenore Kennicut zu erpressen, um an politisch brisante Informationen zu gelangen, über die ihr Ehemann Arthur verfügt.
Am Abend wird Brimmer von Lenore in dessen am Strand gelegenen Wohnhaus aufgesucht. Erzürnt teilt sie Brimmer mit, dass sie sich von ihm nicht erpressen lässt, ihrem Mann das Verhältnis beichten und ihm von Brimmers Erpressermethoden berichten will. Daraufhin kommt es zu einer handgreiflichen Auseinandersetzung. Im Affekt schlägt der impulsive Brimmer schwungvoll Frau Kennicut mit der linken Rückhand ins Gesicht. Dabei hinterlässt Brimmer durch seinen diamantenbesetzten Ring eine markante Wunde an Lenores linker Wange. Durch die Wucht des Schlages stürzt sie zu Boden, trifft unglücklich mit dem Kopf an eine Tischkante, erleidet einen Schädelbasisbruch und ist augenblicklich tot. Brimmer transportiert die Leiche im Kofferraum seines Wagens in eine abgelegene Gegend, um einen Raubmord an einem anderen Tatort vorzutäuschen.
Columbo wird für die Ermittlungen eingesetzt. Arthur Kennicut insistiert jedoch, dass Columbo bei dem Fall zusätzliche Unterstützung einer privaten Ermittlungsdetektei erhalten soll. In Persona ausgerechnet Carl Brimmer. Bei einem ersten Treffen zwischen den Dreien bemerkt Columbo den markanten, mit Brillanten besetzten Ring an Brimmers linker Hand. Ein erstes klares Indiz für Brimmers Täterschaft. Während Columbo ohnehin nicht an die Raubmordtheorie glaubt, versucht Brimmer, sein privates Ermittlerteam genau darauf hinarbeiten zu lassen.
Columbo sucht Brimmer auf und konfrontiert ihn mit seinen ersten Erkenntnissen. Demnach vermutet Columbo, dass der Täter sein Opfer im Affekt mit der linken Hand, an der er einen Ring trägt, erschlagen hat. Nur das kann den Schnitt in der Wange erklären. Bei dieser Gelegenheit stellt er fest, dass Brimmer wie der mutmaßliche Täter Linkshänder ist und an der linken Hand einen Ring trägt. Dieser versucht sich herauszuwinden und erklärt, beidhändig zu sein. Zudem offenbart Columbo, dass er herausgefunden hat, dass Brimmers Wohnhaus und Kennicuts Strandhaus sehr eng beieinander liegen. Des Weiteren ermittelte Columbo, das Lenore Kennicut ein Verhältnis mit ihrem Golflehrer hatte. Und da der Golflehrer Observationen wahrgenommen hat, diese Observationen jedoch konsequenzlos blieben, vermutet Columbo, dass man Lenore mit den Ergebnissen der Beobachtungen erpressen wollte. Brimmer muss erkennen, dass der äußerst aufmerksame Columbo die Tatumstände bereits komplett entschlüsselt hat. Umgehend unternimmt der gegenüber seinen Mitarbeitern aufbrausende Brimmer einen unverhohlenen Abwerbeversuch. Er bietet Columbo das dreifache Jahresgehalt an, falls er seine Tätigkeit bei der Polizei aufgibt und sich seiner Detektei anschließt. Columbo würde umgehend mit wichtigeren Aufgaben betreut, statt seine Fähigkeiten bei der Aufklärung des Kennicut-Falles zu verschwenden.
Unbeeindruckt führt Columbo seine Ermittlungen fort. Er erfährt, dass Frau Kennicut Kontaktlinsen trug. Columbo vermutet nun, dass eine der Kontaktlinsen am Tatort beim Transport der Leiche zum Fundort verloren worden ist. Columbo ordnet eine Exhumierung an, um zu überprüfen, ob die Haftschalen noch in den Augen des Opfers liegen. Columbo informiert Kennicut und Brimmer, dass der Toten tatsächlich eine Kontaktlinse fehle. Brimmer sucht nun am Tatort in seinem Haus verzweifelt nach der Kontaktlinse. Als er sie trotz intensiver Suche nicht entdecken kann, sieht sich Brimmer veranlasst in seinem Wagen weiterzusuchen. Durch einen Sabotageakt seitens Columbo befindet sich dieser Wagen jedoch in einer Werkstatt. Brimmer bricht nachts in die Werkstatt ein und findet nach verzweifelter Suche die Kontaktlinse im Kofferraum seines Wagens. Als er seinem Kofferraum entsteigt, schaltet der bereits auf Brimmer wartende Columbo das Werkstattlicht an. Vor weiteren Polizisten und Arthur Kennicut versucht Brimmer schließlich sich der noch in seiner linken Hand befindlichen Kontaktlinse zu entledigen. Nachdem ihm dies misslingt, gesteht er die Tat.
Abschließend offenbart Columbo gegenüber Kennicut, dass er Brimmer in die Falle gelockt hat. Der exhumierten Leiche fehlten die Kontaktlinsen gar nicht. Doch Brimmer hat nach Columbos Informationen trotzdem nach ihnen gesucht, was einem Schuldeingeständnis Brimmers wider Willen gleichkommt.

## Produktion
Die Dreharbeiten von Mord mit der linken Hand im Mai 1971 bildeten den Produktionsstart der ersten Columbo-Staffel. Obwohl Mord mit der linken Hand erst als zweite Episode der ersten Staffel auf NBC ausgestrahlt wurde, fanden die Dreharbeiten unter der Regie des viermaligen Columbo-Regisseurs Bernard L. Kowalski bereits vor der zuerst gesendeten Premierenfolge Tödliche Trennung statt. Seitens des Produktionsunternehmens Universal Television und des Senders NBC befand man das Ergebnis der erst von Ende Mai bis Mitte Juni 1971 gedrehten Folge Tödliche Trennung (Regie: Steven Spielberg) einfach als besser und platzierte entgegen der ursprünglichen Planung diese Episode als Serienauftakt. Als Drehort für das Anwesen des Zeitungsverlegers Arthur Kennicut diente das bereits unter anderem in Der Pate gezeigte opulente The Beverly House mit der Adresse ⊙ 1011 North Beverly Drive, Beverly Hills, CA 90210, USA. Die Innenaufnahmen wurden wie üblich in den Kulissenbauten der Universal Studios produziert.
Alle Folgen der ersten Staffel wurden mit jeweils zehn Drehtagen disponiert. Für Falk war die Vorgabe des Produktionsunternehmen Universal Studios jedoch lediglich eine grobe Schätzung. Falks besondere Arbeitsweise war, dass er den für ihn vorgesehenen Drehbuchtext erst dann las, als er morgens am Filmset erschien. So wollte er die Szenen „frischer“ aussehen lassen. Darüber hinaus änderte Falk während der Proben annähernd jede der von den Drehbuchautoren Link/Levinson vorgegebenen Textzeilen ab, um es gemäß Falk „realistischer wirken zu lassen“. Diese außergewöhnliche Vorgehensweise bedeutete hingegen eine erheblich längere Dreh- und Produktionszeit mit zahlreichen Überstunden für die Filmcrew und das Studio, dass die Produktionskosten in die Höhe trieb. Falk geriet darüber bereits zu Beginn der ersten Staffel mit dem Universal-Präsidenten Lew Wasserman in einen unerbittlichen Streit. Wenn man seitens des Studios von Falk verlangte das Tempo anzuziehen, brach Falk regelmäßig zu wütenden Hetztiraden über die Universal-Fließbanddrehbedingungen aus und sorgte für Angst und Schrecken bei den Führungskräften des Studios, die sich folglich in ihre Büros zurückzogen.
Zudem gab es ein Problem mit der oscarprämierten Hollywoodgröße Russell Metty, den Link und Levinson für die ersten fünf Folgen der ersten Staffel als Kameramann gewinnen konnten. Der 64-jährige Hollywood-Veteran bestand darauf, die Episoden wie üblich für Kriminalfilme düster und mit kontrastreichen Schatten auszuleuchten. Die Produzenten mussten Metty davon überzeugen, dass Columbo eine andere Art von Krimireihe werden solle, die eher wie ein typisch farbenfrohes Technicolor-Musical aussehen solle. Metty widerstrebte dieses Ansinnen und ließ sich erst von fünf Havana-Zigarren und dem allmittäglichen Besuch im besten Restaurant der Universal-Studios erweichen, die Beleuchtung der Szenen im Sinne der Produzenten vorzunehmen. Mettys viel beachtete Kameraarbeit der ersten fünf Episoden enthielt letztlich zahlreiche Innovationen. In Mord mit der linken Hand sei die von Gil Mellé intonierte Szene erwähnt, in der die Aufnahmen von der Beseitigung der Leiche in der Brille des Täters Carl Brimmer artifiziell eingespiegelt wurden. Eine derartig grafisch aufgearbeitete und geschnittene Kameraeinstellung war vorher noch nie in der Art und Weise in einer TV-Produktion zu sehen.
Der Schauspieler Robert Culp spielt in Mord mit der linken Hand erstmalig den Schurken als Columbos Gegenspieler. Es folgten zwei weitere Auftritte von Culp als Mörder in den Episoden Wenn der Eismann kommt (Staffel 2) und Ein gründlich motivierter Tod (Staffel 3) sowie eine Gastrolle in der Folge Luzifers Schüler (Staffel 10). In Mord mit der linken Hand ist Columbo erstmals mit seinem Peugeot-403-Cabriolet zu sehen, den Falk am Tag vor dem Produktionsstart selbst aus dem umfangreichen, mehrstöckigen Automobilfundus der Universal-Studios ausgesucht hatte.
Der englische Originaltitel Death Lends a Hand bedeutet übersetzt „Der Tod hilft mit“ beziehungsweise in dem Falle „Der Tod legt Hand an“ und spielt damit einerseits auf den tödlichen Schlag des Mörders mit der linken Hand an und andererseits darauf, dass der Mörder bei seiner eigenen Überführung mithilft – wenn auch unfreiwillig.

## Besetzung und Synchronisation
Die deutschsprachige Synchronfassung entstand im Jahr 1973 bei der Lingua Film in München unter der Dialogregie und nach einem Dialogbuch von Gert Rabanus.
| Figur               | Darsteller       | Deutscher Sprecher |
| ------------------- | ---------------- | ------------------ |
| Lieutenant Columbo  | Peter Falk       | Klaus Schwarzkopf  |
| Gaststars           |                  |                    |
| Carl Brimmer        | Robert Culp      | Reinhard Glemnitz  |
| Lenore Kennicut     | Pat Crowley      | Corny Collins      |
| Arthur Kennicut     | Ray Milland      | Curt Ackermann     |
| Weitere Darsteller  |                  |                    |
| Ken Archer          | Brett Halsey     | Eberhard Mondry    |
| R. J. Denning       | Eric James       | Tommi Piper        |
| Gerichtsmediziner   | Don Keefer       | Benno Sterzenbach  |
| Captain             | Len Wayland      | Wolfgang Hess      |
| Ceil Gentry         | Lieux Dressler   | Heidi Treutler     |
| Brimmers Sekretärin | Barbara Baldavin |                    |

## Rezeption
Die Fernsehzeitschrift TV Spielfilm vergab eine positive Wertung (Daumen hoch): „Kein Highlight, aber viele nette Einfälle.“
Der Autor Michael Striss wertete mit drei von vier Sternen (sehr empfehlenswert). Er zeigte sich von der Auflösung des Falles begeistert und würdigte die Leistungen der Gastdarsteller: „Schlitzohriger als in der Schlussszene hat sich Columbo selten gezeigt. Die in typischer Levinson-Link-Manier perfekt geplante Falle, die für ein großes Finale sorgt, macht den Reiz dieser Episode aus. Filmtechnische Finessen kommen hinzu: Der Totschlag wird in Zeitlupe gezeigt, das anschließende Geschehen spiegelt sich in Brimmers Brillengläsern wider. Mit dem finster und humorlos daherkommenden Robert Culp debütierte ein weiterer Dauer-Kontrahent Columbos, vielleicht der beste überhaupt. Auch Altstar Ray Milland zeigt – hier noch als Witwer, einige Episoden später als Täter –, dass seine Auftritte grundsätzlich immer sehenswert sind.“
Der Autor Uwe Killing bekräftigte: „Robert Culp war zuvor vornehmlich als Serienstar (Tennisschläger und Kanonen) in Erscheinung getreten. Doch nach seinem brillanten Einstand […] konnte er sich in den Folgejahren mit drei weiteren Einsätzen als einer der überzeugendsten Gegner von Columbo etablieren.“
Der Autor Mark Dawidziak führte aus: „Die erste tatsächlich gedrehte Folge der Columbo-Reihe kommt Tödliche Trennung qualitativ sehr nahe. Sie ist außerdem eine von nur zwei Episoden der Serie, die von Levinson und Link geschrieben wurden (obwohl die beiden Story-Ideen für weitere lieferten). Der Schnitt von Edward Abroms, immer ein großer Pluspunkt für Columbo, erzählt die Geschichte in einem flotten Tempo und enthält visuelle Schmuckstücke, die das Auge erfreuen. Levinson und Link legen Wert darauf, Abroms anzurechnen, dass er jeder Sequenz Glanz verlieh, die seine geschickte Hand berührte. Die Produzenten waren mit der Arbeit ihres Filmeditors so zufrieden, dass sie ihn baten, bei der letzten Folge der ersten Staffel Zigarren für den Chef Regie zu führen. In Anlehnung an Lösegeld für einen Toten zeigt Mord mit der linken Hand […] den Mord auf eine möglichst raffinierte und unbedenkliche Weise. Als Brimmer in Wut gerät, wechselt das Geschehen in Zeitlupe. Man sieht das tierische Zähnefletschen in seinem Gesicht, aber der tatsächliche Schlag bleibt unserer Fantasie überlassen. Man sieht, wie Mrs. Kennicut nach dem Aufprall zurückschleudert, aber der Kontakt mit dem Tisch wird durch den geschickten Schnitt und die Kameraführung nur angedeutet. Auf eine geradezu Hitchcock-typische Weise zersplittert die Glastischplatte in winzige Teile. Wir haben nichts und doch alles gesehen. […] Robert Culps Brimmer fehlt zwar die imposante Eitelkeit von Jack Cassidys Ken Franklin, doch diese Figur besitzt eine kontrollierte Wut, die ihn noch etwas bedrohlicher macht. Auch hier war Falk mit einem Schauspieler gesegnet, dessen Stil seinen eigenen ergänzte.“
Das Autorenduo Richard Levinson und William Link wurde für die herausragende schriftstellerische Leistung des Drehbuchs dieser Episode bei der Primetime-Emmy-Verleihung 1972 mit einem Emmy ausgezeichnet. Einen weiteren Emmy für seine Leistung in dieser Folge erhielt der Filmeditor Edward M. Abroms.